# Județ d'Argeș
Pour les articles homonymes, voir Arges.
Le județ d'Argeș (en roumain : județul Argeș) est un județ (département) de Roumanie dans la région de Munténie, dont le chef-lieu est Pitești.
Le județ s'étend entre les Alpes de Transylvanie et la plaine du Danube, le long des bassins de l'Argeș et du Râul Târgului.

## Démographie
Le județ d'Arges est linguistiquement très homogène et ne compte que très peu de minorités nationales, essentiellement des Roms.
En 2002, la composition ethnographique s'établissait comme suit :
- Roumains : 98,4 %
- Roms : 1,4 %

Les autres communautés (Allemands, Hongrois, Turcs...) sont très réduites.
Le județ a une population très majoritairement orthodoxe (98,1 %).

## Liste des municipalités, villes et communes
Le județ d'Argeș est composé de 3 municipalités, de quatre villes et de 95 communes.

### Municipalités
(population en 2007)
- Pitești (168 958)
- Câmpulung (37 581)
- Curtea de Argeș (33 243)

### Villes
(population en 2007)
- Costești (10 797)
- Mioveni (34 100)
- Topoloveni (10 513)
- Ștefănești (13 506)

### Communes
- Albeștii de Argeș
- Albeștii de Muscel
- Albota
- Aninoasa
- Arefu
- Băbana
- Băiculești
- Bălilești
- Bârla
- Bascov
- Beleți-Negrești
- Berevoești
- Bogați
- Boteni
- Boțești
- Bradu
- Brăduleț
- Budeasa
- Bughea de Jos
- Bughea de Sus
- Buzoești
- Căldăraru
- Călinești
- Căteasca
- Cepari
- Cetățeni
- Cicănești
- Ciofrângeni
- Ciomăgești
- Cocu
- Corbeni
- Corbi
- Coșești
- Cotmeana
- Cuca
- Dâmbovicioara
- Davidești
- Dobrești
- Domnești
- Drăganu
- Dragoslavele
- Godeni
- Hârsești
- Hârtiești
- Izvoru
- Leordeni
- Lerești
- Lunca Corbului
- Mălureni
- Mărăcineni
- Merișani
- Micești
- Mihăești
- Mioarele
- Miroși
- Morărești
- Moșoaia
- Mozăceni
- Mușătești
- Negrași
- Nucșoara
- Oarja
- Pietroșani
- Poiana Lacului
- Poienarii de Argeș
- Poienarii de Muscel
- Popești
- Priboieni
- Râca
- Rătești
- Recea
- Rociu
- Rucăr
- Sălătrucu
- Săpata
- Schitu Golești
- Slobozia
- Stâlpeni
- Ștefan cel Mare
- Stoenești
- Stolnici
- Șuici
- Suseni
- Teiu
- Tigveni
- Țițești
- Uda
- Ungheni
- Valea Danului
- Valea Iașului
- Valea Mare-Pravăț
- Vedea
- Vlădești
- Vulturești

## Histoire
Le județ d'Argeș figure dès le XVe siècle sur les anciennes cartes de la Valachie (une des deux Principautés danubiennes), mais avec une surface plus petite qu'aujourd'hui, car il comprend actuellement aussi son ancien voisin, le județ de Muscel. Le județ d'Argeș fut une subdivision administrative de la Valachie de 1330 à 1859, de la Principauté de Roumanie de 1859 à 1881, du Royaume de Roumanie de 1881 à 1948, puis de la République « populaire » roumaine de 1949 à 1952. Entre 1952 et 1975 le județ cessa d'exister, le régime communiste ayant remplacé les județe par des régions plus grandes. En 1975, le județ est rétabli dans ses limites actuelles (très proches des précédentes) par la République socialiste de Roumanie (1968 à 1989), et c'est, depuis 1990, une subdivision territoriale de la Roumanie. Comme toute la Roumanie, le territoire du județ a subi les régimes dictatoriaux carliste, fasciste et communiste de février 1938 à décembre 1989, mais connaît à nouveau la démocratie depuis 1990. Initialement il était gouverné par un jude (à la fois préfet et juge suprême) nommé par les hospodars de Valachie, puis par un prefect choisi par le premier ministre et nommé par le roi jusqu'en 1947, puis par le secrétaire général județean (départemental) de la section locale du Parti communiste roumain, choisi par le Comité central, et enfin, depuis 1990, à nouveau par un prefect assisté d'un président du conseil județean (départemental) élu par les conseillers, eux-mêmes élus par les électeurs.

## Géographie
Les monts Iezer-Păpușa sont entièrement situés dans le județ d'Argeș.

## Politique
| Parti | Parti                             | Sièges |
| ----- | --------------------------------- | ------ |
|       | Parti social-démocrate (PSD)      | 17     |
|       | Parti national libéral (PNL)      | 11     |
|       | Alliance 2020 USR-PLUS (USR-PLUS) | 4      |
|       | Pro Romania (PRO)                 | 2      |